# Koningstuin

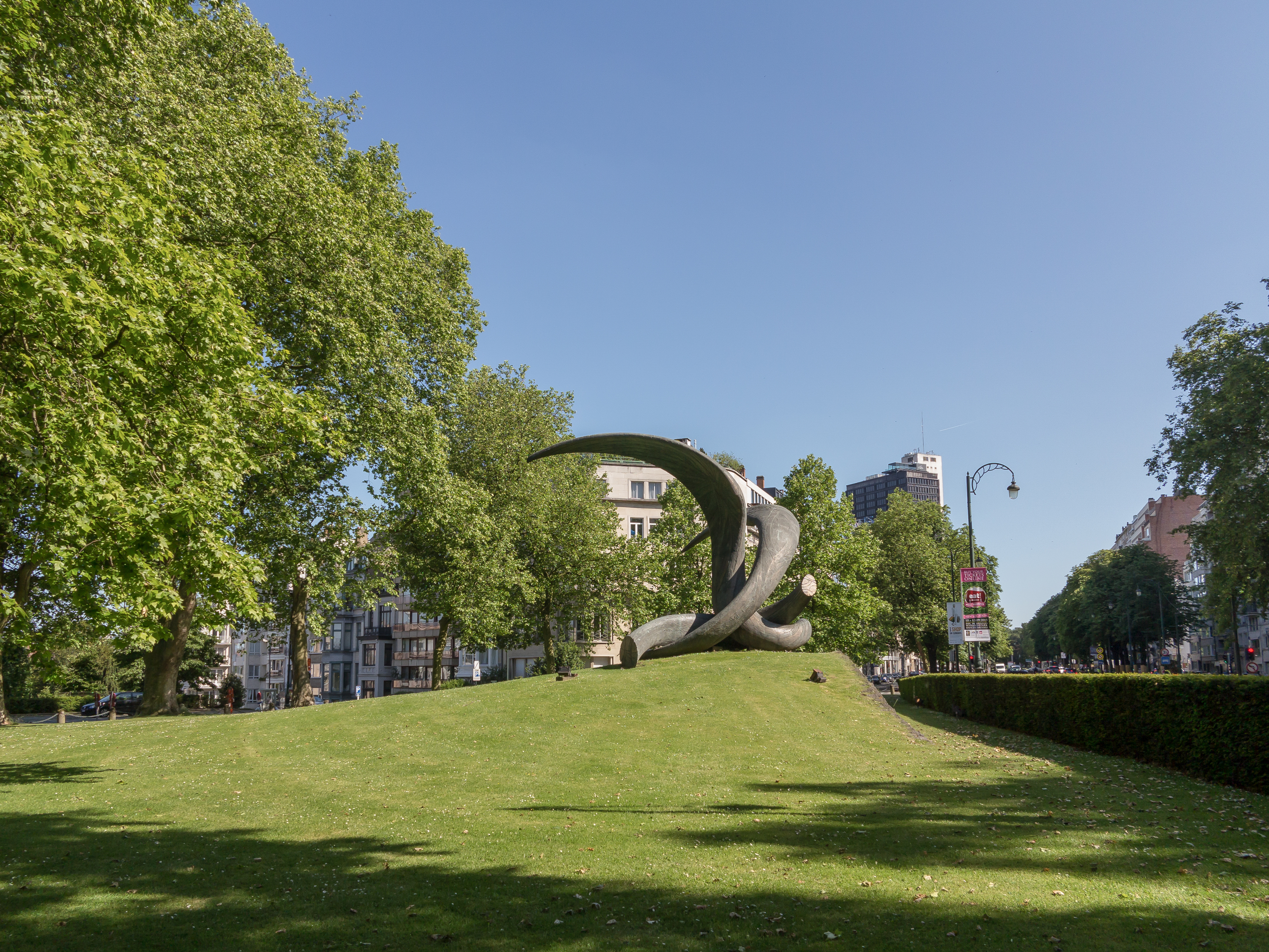
Sculptuur Feniks 44 aan het rondpunt van de Louisalaan, direct ten oosten van de Koningstuin

De Koningstuin is een publiek park in Brussel, gesitueerd ten oosten van de Louizalaan in de zuidelijke uitbreiding van Brussel, een smalle strook die tot de gemeente behoort en uitmondt in het Ter Kamerenbos. De oostelijke tip van de Koningstuin, het dichtst tegen de Vijvers van Elsene aan bevindt zich op het grondgebied van de gemeente Elsene. Het park ligt tussen het rondpunt van de Louisalaan, Dalstraat, Braambosstraat, Belle-Vuestraat en Munsterstraat en heeft een oppervlakte van 1,49 hectare. De inrichting van de Koningstuin is gericht op het zicht vanaf de Louisalaan op de vijvers van Elsene. De geometrie, de lanen, de standbeelden, de aanplanting behouden dit vrij zicht.
Samen met de aanleg van de Louisalaan die in 1866 werd afgerond, worden de omliggende zones uitgetekend. Victor Besme, een "inspecteur der wegen van de buitenwijken van Brussel" voorzag op de locatie een Paleis van Schone Kunsten en een openbare tuin in de verbinding tussen de rotonde van de nieuwe laan en de vijvers van Elsene. Het Paleis voor Schone Kunsten wordt geschrapt maar koning Leopold II houdt wel aan het idee van de tuin en open ruimte. Hij koopt zelf op 16 september 1873 het terrein van de Société de l'Avenue Louise en laat het park aanleggen volgens de oorspronkelijke plannen van Victor Besme. Het park wordt geopend in 1876, het is eigendom van en wordt onderhouden op kosten van de koning. In 1901 schenkt hij het park aan de Belgische Staat met de verplichting tot verder onderhoud van de tuin, conform de regelingen van de Koninklijke Schenking.
Het park wordt aangelegd met heel wat exotische zeldzame bomen waaronder wilde kersen- en kriekenbomen, Hickory, de Amerikaanse gele kastanje, een lotusboom, goudberken, sneeuwbalbomen, een lederboom (Ptelea trifoliata), een Chinese zelkova, een Aziatische paulownia (Paulownia fargesii), een grote goudkleurige es, Macedonische eiken (Quercus trojana) en een tupeloboom (Nyssa).
Eind jaren zestig van de twintigste eeuw wordt het park heraangelegd met grasperken in plaats van bloemenperken en esdoorns langs de centrale zone.
Er wordt eveneens ruimte gemaakt voor een standbeeld van koning Leopold II van de hand van René Cliquet waarbij de koning werd geplaatst met het hoofd gedraaid in de richting van de vijvers van Elsene om extra de aandacht te vestigen op het belangrijkste perspectief van de tuin. De Brusselse gemeenteraad bepaalde dat het park de naam Koningstuin kreeg op de zitting van 29 mei 1969.
Op 18 november 1976 wordt de Koningstuin in zijn nieuwe vorm beschermd als monument van onroerend erfgoed.
Er staan vier standbeelden in of aan de rand van de Koningstuin:
- Feniks 44 (1994), beeldhouwwerk van Olivier Strebelle op rotonde van Louizalaan, gestileerde vogel met vleugels in de V-vorm van ‘victory’, onthulling bij herdenking vijftigste verjaardag van de bevrijding van Brussel in Tweede Wereldoorlog.
- Dood van Ompdrailles (1892, Frans: Mort d'Ompdrailles), werk van Charles Van der Stappen aan rand van park ter ere van Léon Cladel (1835-1892) en diens roman ‘Ompdrailles, le tombeau des lutteurs’.
- Koning Leopold II (1969) van René Cliquet (1899-1977) met inscriptie: ‘Hij creëerde deze tuin en schonk hem aan het land voor onze rust en vreugde’, geplaatst bij naamswijziging park.
- Alphonse Renard (1903) van Alphonse de Tombay (1843-1918) aan de Generaal de Gaullelaan, door het kruispunt van Braambosstraat en Belle-Vuestraat gescheiden van de tuin, ter ere van en bij het overlijden van Alphonse Renard.